# Naturschutzgebiet Mönchspiele
Das Naturschutzgebiet Mönchspiele mit einer Größe von 12,68 ha liegt nordwestlich von  Alme im Stadtgebiet von Brilon. Das Gebiet wurde 2008 mit dem Landschaftsplan Hoppecketal durch den Hochsauerlandkreis als Naturschutzgebiet (NSG) ausgewiesen. Im Osten grenzt es ans Naturschutzgebiet Almetal. Das NSG gehört seit 2023 zum Vogelschutzgebiet Diemel- und Hoppecketal mit angrenzenden Wäldern.

## Gebietsbeschreibung
Beim NSG handelt es sich um den Mittel- und Unterlauf zweier namenloser Siepen, welche sich schließlich vereinigen. Die Siepen befinden sich teilweise in einen Roterlenbruch oder haben zumindest einen Erlensaum am Bach. Das NSG ist umgeben von großflächigem Rotfichtenwald.
Das Landesamt für Natur, Umwelt und Verbraucherschutz Nordrhein-Westfalen dokumentierte im Schutzgebiet Pflanzenarten wie Bach-Spatenmoos, Breitblättriger Rohrkolben, Echtes Springkraut, Gegenblättriges Milzkraut, Goldenes Frauenhaarmoos, Hain-Gilbweiderich, Hain-Sternmiere, Mittleres Hexenkraut, Rippenfarn, Schönes Frauenhaarmoos, Sumpf-Helmkraut, Sumpf-Veilchen, Sumpf-Ziest, Wald-Schachtelhalm, Wald-Ziest und Wasser-Ampfer.

## Schutzzweck
Im NSG sollen die Siepen und die dortigen Waldbestände geschützt werden. Wie bei allen Naturschutzgebieten in Deutschland wurde in der Schutzausweisung darauf hingewiesen, dass das Gebiet „wegen der Seltenheit, besonderen Eigenart und Schönheit des Gebietes“ zum Naturschutzgebiet wurde. Der Landschaftsplan führt zum speziellen Schutzzweck auf: „Erhaltung und Optimierung eines kleinen Siepensystems mit naturnahen Fließgewässern, bachbegleitenden Erlenwäldern und ökologischen Sonderstandorten, die einige gefährdete Pflanzenarten beherbergen; Stärkung der Gliederungsfunktion des Gewässersystems in der umgebenden, im Nahbereich von Fichten dominierten Waldlandschaft; Verbund der noch vorhandenen Bestände bodenständiger Waldgesellschaften zugunsten des Austauschs darauf angewiesener Tier- und Pflanzenarten.“